# Ортона деј Марзи
Ортона деј Марзи (итал. Ortona dei Marsi) је насеље у Италији у округу Л'Аквила, региону Абруцо.
Према процени из 2011. у насељу је живело 205 становника. Насеље се налази на надморској висини од 980 м.

## Партнерски градови
- Sauvigny-les-Bois